# Десятниково
Десятниково (рос. Десятниково) — село Тарбагатайського району, Бурятії Росії. Входить до складу Сільського поселення Десятниковське.
Населення — 683 особи (2015 рік).